# 贝岑施泰因
贝岑施泰因（德語：Betzenstein，發音：[ˈbɛtsn̩ˌʃtaɪn] ⓘ）是德国巴伐利亚州上弗兰肯行政区拜罗伊特县的城市，面积51.84平方千米，2023年12月31日人口为2,515人。